# Mordella hubbsi
Mordella hubbsi là một loài bọ cánh cứng trong họ Mordellidae. Loài này được Liljeblad miêu tả khoa học năm 1922.